# Jen proto, že jsme jiní
Jen proto, že jsme jiní (Comme les autres, tj. Jako ostatní) je francouzský hraný film z roku 2008, který režíroval Vincent Garenq podle vlastního scénáře. Film líčí problémy páru gayů, z nichž jeden chce dítě a druhý nikoliv. Snímek měl světovou premiéru na filmovém festivalu v Cabourgu 13. června 2008.

## Děj
Pediatr Emmanuel a právník Philippe z Paříže tvoří spokojený pár. Nic jim nechybí kromě toho, že Emmanuel se jednoho dne rozhodne, že chce dítě. Riskuje tím, že zcela ztratí Philippa, kterému stav vyhovuje a je proti adopci, tu navíc ani francouzské zákony homosexuálním párům neumožňují. Emmanuel proto hledá náhradní matku. Když při drobné autonehodě pozná mladou Argentinku Finu, které právě propadlo povolení k pobytu, požádá ji o náhradní mateřství. Ta za to ovšem požaduje jako protislužbu fingovaný sňatek, aby mohla zůstat ve Francii. Philippe se s Emmanuelem pro jeho umíněnost rozejde. Přesto se nakonec usmíří a Fina jim porodí dítě.

## Obsazení
| Lambert Wilson       | Emmanuel (Manu)                       |
| Pascal Elbé          | Philippe                              |
| Pilar López de Ayala | Maria Paredes (Fina)                  |
| Anne Brochet         | Cathy                                 |
| Andrée Damant        | Suzanne                               |
| Florence Darel       | Emmanuelova sestra                    |
| Marc Duret           | Marc                                  |
| Liliane Cebrian      | matka Finy                            |
| Luis Jaime Cortez    | otec Finy                             |
| Catherine Erhardy    | paní Charpentier, sociální pracovnice |
| Eriq Ebouaney        | sociální pracovník                    |
| Catherine Alcover    | starostka                             |
| Maroussia Dubreuil   | chůva                                 |

## Současný právní stav
Dne 1. září 2013 vstoupil ve Francii v platnost zákon umožňující uzavírat stejnopohlavní sňatky včetně možnosti adopce.